# Bill Pope
William Homer Pope (Bowling Green, Kentucky, 1952. június 19. –) BAFTA-jelölt amerikai operatőr, legismertebb munkái Sam Raimi filmjeihez és a Mátrix-trilógiához köthetők.

## Munkái
- 2012. Men in Black – Sötét zsaruk 3. (Men in Black 3.)
- 2007. Pókember 3 (Spider-Man 3)
- 2006. Fur: An Imaginary Portrait of Diane Arbus
- 2004. Amerika kommandó: Világrendőrség (Team America: World Police)
- 2004. Pókember 2 (Spider-Man 2)
- 2003. Mátrix – Forradalmak (The Matrix Revolutions)
- 2003. Mátrix – Újratöltve (The Matrix Reloaded)
- 2000. A bájkeverő (Bedazzled)
- 1999. Mátrix (The Matrix)
- 1998. A magány-nyomozó (Zero Effect)
- 1997. Az utolsó belövés (Gridlock'd)
- 1996. Fülledtség (Bound)
- 1995. Spinédzserek (Clueless)
- 1994. Csekkben a tenger (Blank Check)
- 1993. Égi tűz (Fire in the Sky)
- 1992. A sötétség serege (Army of Darkness)
- 1991. Closet Land
- 1990. Darkman

## Elismerései

### Jelölések
- BAFTA-díj
  - 2000. Mátrix
- Independent Spirit Awards
  - 1997. Fülledtség
- Satellite Awards
  - 2005. Pókember 2